# Pierre Kiwitt
Pierre Kiwitt (* 3. Februar 1977 in München) ist ein deutsch-französischer Schauspieler.

## Leben

### Familie und Ausbildung
Kiwitts Mutter war Französin, sein Vater Deutscher. Er wuchs zweisprachig mit Deutsch und Französisch als gleichwertigen Muttersprachen auf. In München besuchte er das Lycée Jean Renoir. Nach dem Abitur absolvierte Kiwitt zunächst auf Wunsch des Vaters eine Banklehre. Er war als Bankkaufmann zunächst im Schalterdienst tätig, später handelte er als Börsenhändler mit Aktien. Er merkte jedoch bald, dass dieser Beruf nicht das Richtige für ihn ist. Er wurde am Bankschalter von einer Schauspielagentin entdeckt, die ihm seinen späteren Schauspiellehrer vermittelte. Er nahm von 2000 bis 2005 Unterricht in Schauspiel und Stimmbildung bei Gerd Udo Feller in München. Weitere Studien erfolgten an der New York Film Academy in Los Angeles (2002), an der Improvisationstheaterschule „Fast Food Theater“ (2003) und an der Theater Akademie Köln (2004). 2004 kündigte er schließlich seine Anstellung in der Bank und entschied sich endgültig für die Schauspielerei. Von 2004 bis 2005 absolvierte er in Köln zusätzlich eine Ausbildung zum Stuntman. Später folgten Workshops in der Meisner-Technik und in Kameraarbeit, u. a. 2013 am Actor Studio „Die Tankstelle“ bei Sigrid Anderson in Berlin.

### Theaterarbeiten
Von 2004 bis 2006 spielte er in München bei freien Theatergruppen (u. a. im FestSpielHaus München, im Vollmarhaus-Theater, im Oberangertheater), machte Straßentheater und Improvisationstheater. Nebenher jobbte er in München als Kellner, da er von seinen Engagements nicht wirklich leben konnte. Später spielte er weiterhin gelegentlich Theater; Schwerpunkt seiner Tätigkeit als Schauspieler sind jedoch mittlerweile Film und Fernsehen. 2010 spielte er im Leo 17/Theater an der Leopoldstraße in München die Rolle des Said in Die Wände von Jean Genet. 2013 spielte er im „Nachtasyl“ des Thalia Theaters in Hamburg die Rolle des Garcin in Sartres Theaterstück Geschlossene Gesellschaft.

### Film und Fernsehen
Ab 2003 arbeitete Kiwitt in deutschen, französischen und internationalen Produktionen für Film und Fernsehen. Er wirkte zunächst in Fernsehfilmen (u. a. Mädchen Nr. 1 auf ProSieben), Diplomfilmen und Kurzfilmen mit. Meistens handelte es sich dabei um kostenlose Engagements in Filmen von Hochschulabsolventen und Mediengestaltern. Ende 2006 erhielt er aufgrund eines Profils im Darstellerverzeichnis Spotlight das Angebot für die Mitwirkung in einer Telenovela bei dem brasilianischen Sender TV Globo. Die Rolle erhielt er nach einem Casting, bei dem er sich gegen 140 Mitbewerber durchsetzen konnte. Er lernte dann kurzfristig Portugiesisch und erarbeitete die Rolle mit einem persönlichen Assistenten. Ab März 2007 stand er für die Telenovela Eterna Magia in Brasilien vor der Kamera. In insgesamt 147 Folgen spielte er an der Seite von Malu Mader als Pianistin Eva Sullivan die Rolle des zunächst charmanten irischen Arztes Peter Gallagher, der schließlich zum Bösewicht wird und seine frühere Liebe Eva mit Intrigen, Tabletten und Drogen in den Wahnsinn treibt. In Brasilien erreichte er mit seiner Rolle eine hohe Bekanntheit. Als er Ende 2007 als Telenovela-Star nach München zurückkam, war er hier noch weitgehend unbekannt.
Zurück in Europa spielte er in Independentfilmen und Fernsehproduktionen mit. 2007 war er neben Axel Milberg, Tom Schilling, Gabrielle Scharnitzky und Leslie Malton in dem im Dezember 2005/Januar 2006 gedrehten Independentfilm Neben der Spur von Detlef Bothe zu sehen. In dem zweiteiligen Fernsehfilm Stauffenberg – Die wahre Geschichte (2009) spielte er Berthold Schenk Graf von Stauffenberg, den älteren Bruder des Hitler-Attentäters Claus Schenk Graf von Stauffenberg. In dem Katastrophenfilm Faktor 8 – Der Tag ist gekommen (2009) hatte er die Rolle des Seuchenschutz-Beauftragten Dr. Reiter. In dem Kinofilm Neben meinem Bruder (2011) verkörperte Kiwitt in einer Doppelrolle die beiden eineiigen Zwillinge mit demselben Namen Thomas. In dem spanischen Kinofilm El regreso de Elías Urquijo (2013) verkörperte er die Titelrolle, den enigmatischen Kinderbuchautor Elías Urquijo. In dem Kinofilm Saphirblau (2014) spielte er die Rolle des Lancelot de Villiers.
Von Februar 2015 bis März 2015 (Folge 2161 bis Folge 2183) war Pierre Kiwitt in der ARD-Serie Sturm der Liebe zu sehen. Er verkörperte die Rolle des schottischen Profi-Rugbyspielers und charismatischen Draufgängers Ian McPherson, der das Liebesleben der Barchefin Natascha Schweitzer (Melanie Wiegmann) durcheinanderbringt.
Kiwitt hatte auch Episodenrollen in den Fernsehserien Siska (2007), Die Rosenheim-Cops (2009 und 2014), SOKO Stuttgart (2011), Forsthaus Falkenau (2012), Der Landarzt (2013; als Patient mit einem Gehirntumor), In aller Freundschaft (2013; als Inhaber eines Fischladens), Heiter bis tödlich: Hauptstadtrevier (2014; als Automechaniker), Kripo Holstein – Mord und Meer (2014; als neuer Freund des Mordopfers) und Alarm für Cobra 11 – Die Autobahnpolizei (2015, als SEK-Einsatzleiter Niklas Fröhlich).
Im November 2015 war Kiwitt in der ZDF-Serie Herzensbrecher – Vater von vier Söhnen in einer Episodenhauptrolle zu sehen. Er verkörperte Paul Weiss, einen Studienfreund von Pastor Andreas Tabarius (Simon Böer), dessen Frau um jeden Preis ein Kind haben möchte. Im Oktober 2016 war Kiwitt in der ZDF-Fernsehreihe Inga Lindström in dem Film Willkommen im Leben in einer Hauptrolle als Buchautor Ben zu sehen. In dem Fernsehfilm Erdbeeren im Frühling, einem Film der Fernsehreihe Rosamunde Pilcher, der im November 2016 im ZDF erstausgestrahlt wurde, spielte Kiwitt den Galeristen Eric Teague, einen verschuldeten Lord und Lebensgefährten der weiblichen Hauptfigur Lilly (Zoe Moore). Im November 2017 war Kiwitt in der 4. Staffel der ZDF-Serie Dr. Klein in einer Episodenrolle als verwitweter, alleinerziehenden Vater, dessen achtjähriger Sohn Opfer von Cybermobbing wurde, zu sehen. In der Auftaktfolge der 7. Staffel der ZDF-Serie Letzte Spur Berlin (Erstausstrahlung: Februar 2018) übernahm Kiwitt eine Episodenhauptrolle als GSG-9-Einsatzleiter Jochen Brüning; er spielte den ehemaligen Vorgesetzten des Kriminaloberkommissars Mark Lohmann (Bert Tischendorf).
In der ZDF-Produktion Team Alpin, der im November 2018 platzierten Bergfilm-Reihe des Senders, übernahm Kiwitt eine der Hauptrollen. Er verkörpert darin, an der Seite von Johanna von Gutzeit, den französischen Bergführer Jean-Luc, den Ehemann der weiblichen Hauptfigur Martina Stadler, die gemeinsam mit zwei Freunden eine Alpinschule eröffnet. In der ZDF-Reihe Das Traumschiff (2019) spielte Kiwitt in der Japan-Episode eine der Hauptrollen als Familienvater und Ehemann einer ehrgeizigen Lektorin. In der 2. Staffel der TV-Serie Charité (2019) verkörperte Kiwitt an der Seite von Ulrich Noethen und Maximilian Klas den NS-Widerstandskämpfer Claus Schenk Graf von Stauffenberg. Ab dem 7. Film der TV-Reihe Der Zürich-Krimi, Borchert und die tödliche Falle, der im Januar 2020 erstausgestrahlt wurde, übernahm Kiwitt, als Nachfolger von Felix Kramer, die durchgehende Rolle des Schweizer Polizeihauptmanns Marco Furrer.
Kiwitt ist Mitglied im Bundesverband der Film- und Fernsehschauspieler. Er wohnt in Berlin.

## Filmografie (Auswahl)
- 2003: Mädchen Nr. 1 (Fernsehfilm)
- 2005: Atomic Kitchen - A very Bad Day (Kurzfilm)
- 2007: Eterna Magia (Telenovela/Brasilien; 87 Folgen)
- 2007: Neben der Spur (Independentfilm)
- 2007: Liebe auf den dritten Blick
- 2007: Siska (Fernsehserie; Folge: Keiner von uns dreien)
- 2008–2020: SOKO München (Fernsehserie, verschiedene Rollen, 3 Folgen)
- 2009: Stauffenberg – Die wahre Geschichte (Fernsehzweiteiler)
- 2009: Faktor 8 – Der Tag ist gekommen (Fernsehfilm)
- 2009, 2014: Die Rosenheim-Cops (Fernsehserie, verschiedene Rollen 2 Folgen)
- 2010: Hitler’s Grave (Independentfilm)
- 2011: SOKO Stuttgart (Fernsehserie; Folge: Keiner von uns dreien)
- 2011: Neben meinem Bruder (Kinofilm)
- 2012: Un Village Français – Überleben unter deutscher Besatzung (Fernsehserie/Frankreich; Folge: La libération)
- 2012: Forsthaus Falkenau (Fernsehserie; Folge: Molkerei in Gefahr)
- 2012: Malgré-elles (Fernsehfilm/Frankreich)
- 2012: La guerre du Royal Palace (Fernsehfilm/Frankreich)
- 2012: Der Gründer (Kinofilm)
- 2013: El regreso de Elías Urquijo (Kinofilm/Spanien)
- 2013: Der Landarzt (Fernsehserie; Folge: Gesichtsverlust)
- 2013: In aller Freundschaft (Fernsehserie; Folge: Berührungsangst)
- 2013: Mantrailer – Spuren des Verbrechens (Fernsehfilm/Pilotfilm)
- 2013: SOKO – Der Prozess (Crossoverfilm)
- 2013–2014: Add a Friend (Fernsehserie; 5 Folgen)
- 2014: 96 heures (Kinofilm/Frankreich)
- 2014: Résistance (Fernsehserie/Frankreich)
- 2014: Saphirblau (Kinofilm)
- 2014: Heiter bis tödlich: Hauptstadtrevier (Fernsehserie, 3 Folgen)
- 2014: Kripo Holstein – Mord und Meer (Fernsehserie; Folge: Denn man tau!)
- 2015: Sturm der Liebe (Fernsehserie; 23 Folgen)
- 2015: Alarm für Cobra 11 – Die Autobahnpolizei (Fernsehserie; Folge: Lockdown)
- 2015: Lobos sucios (Kinofilm/Spanien)
- 2015: Herzensbrecher – Vater von vier Söhnen (Fernsehserie; Folge: Such(t) nach Glück)
- 2015: Homeland (Fernsehserie; Folge: Our Man in Damascus)
- 2015: Einfach Rosa – Die Hochzeitsplanerin (Fernsehreihe)
- 2016: Einfach Rosa – Verliebt, verlobt, verboten (Fernsehreihe)
- 2016: Inga Lindström: Willkommen im Leben (Fernsehreihe)
- 2016: Rosamunde Pilcher: Erdbeeren im Frühling (Fernsehreihe)
- 2017: Chaos-Queens: Die Braut sagt leider nein (Fernsehfilm)
- 2017: Monsieur Pierre geht online (Un profil pour deux)
- 2017: Dr. Klein (Fernsehserie; Folge: Antworten)
- 2018: Letzte Spur Berlin (Fernsehserie; Folge: Mordslust)
- 2018: Team Alpin – Endlich wieder wir (Fernsehreihe)
- 2018: Team Alpin – Stromabwärts
- 2018: SOKO Wismar (Fernsehserie; Folge: Weggesperrt)
- 2018–2023: Das Boot (Fernsehserie)
- 2019: Das Traumschiff: Japan (Fernsehreihe)
- 2019: Charité (Fernsehserie)
- 2019: Notruf Hafenkante (Fernsehserie; Folge: Der Lehrer)
- seit 2020: Der Zürich-Krimi (Fernsehreihe)
  - 2020: Borchert und die tödliche Falle
  - 2020: Borchert und der fatale Irrtum
  - 2020: Borchert und der Tote im See
  - 2021: Borchert und der eisige Tod
  - 2021: Borchert und der Mord im Taxi
  - 2021: Borchert und die Zeit zu sterben
  - 2021: Borchert und der verlorene Sohn
  - 2022: Borchert und die bittere Medizin
  - 2022: Borchert und das Geheimnis des Mandanten
  - 2022: Borchert und die dunklen Schatten
  - 2023: Borchert und die Sünden der Vergangenheit
  - 2023: Borchert und der Mord ohne Sühne
  - 2023: Borchert und die Spur der Diamanten
  - 2024: Borchert und die Stadt in Angst
  - 2024: Borchert und der Schuss ins Herz
- 2020–2021: Alles, was die Zeit vergisst (Dime quién soy, Fernsehserie)
- 2021: Tierärztin Dr. Mertens (Fernsehserie; Folgen: Hoch hinaus, Wut im Bauch, Wer wagt, gewinnt, Keine Kompromisse, Alles auf Sieg, Große Entscheidungen)
- 2021: Lena Lorenz: Zerbrechliches Glück (Fernsehreihe)
- 2021: Blast – Gegen die Zeit (Déflagrations) (Kinofilm; Frankreich)
- 2022: In aller Freundschaft – Die jungen Ärzte (Fernsehserie; Folgen: Sag’s ihm, Erlösung)
- 2023: Tod auf dem Gipfel (Morts au Sommet, Fernsehfilm)
- 2024: In Wahrheit: Zwischen Recht und Gerechtigkeit (Fernsehreihe)
- 2024: Allein zwischen den Fronten
- 2024: Notruf Hafenkante (Fernsehserie; Folge: Falsches Spiel)